# John Russell (7e comte Russell)
Pour les articles homonymes, voir John Russell.
John Francis Russell, 7e comte Russell (né le 19 novembre 1971) est un pair héréditaire britannique, photographe et homme politique libéral démocrate.

## Jeunesse
Fils cadet de Conrad Russell, 5e comte Russell, professeur d'histoire à l'Université Yale, et de son épouse Elizabeth Franklin Sanders, Russell est également un petit-fils du philosophe Bertrand Russell et un arrière-arrière-petit-fils de John Russell, 1er comte Russell, Premier ministre libéral du Royaume-Uni. Il fait ses études à la William Ellis School, Highgate.
Adolescent, il prend des vacances de formation à l'aventure à Ty'n y Berth, un centre Wide Horizons au Pays de Galles, et il est plus tard un défenseur de l'offre de telles opportunités aux enfants défavorisés.

## Carrière
Russell travaille comme photographe indépendant, spécialisé dans "la photographie politique, la photographie événementielle, les commandes caritatives et les paysages". En 2006, il est photographe interne pour le magazine Total Politics et travaille également pour les libéraux démocrates, le London Wildlife Trust, d'autres organisations caritatives et des particuliers.
Russell devient président des libéraux démocrates de Lewisham et est ensuite conseiller libéral démocrate de Forest Hill au Lewisham Borough Council de 2006 à 2010, présidant son comité de surveillance et d'examen. En 2012, il est le candidat de son parti pour le siège de Greenwich et Lewisham à l'Assemblée du Grand Londres.
En 2006, Russell rejoint le conseil d'administration de Wide Horizons et le préside à partir de 2012. Il entre dans l'administration et cesse ses activités en 2018,.
Le 17 août 2014, à la mort de son frère aîné Nicholas Russell, 6e comte Russell, il lui succède en tant que comte Russell (1862) et en tant que vicomte Amberley (1861), tous deux dans la pairie du Royaume-Uni.
Aux élections générales de 2017, il se présente pour les libéraux démocrates à Lewisham West et Penge, mais les travaillistes conservent le siège. En 2022, il se présente sans succès aux élections du Lewisham London Borough Council.
En juin 2023, Russell entre à la Chambre des lords après avoir remporté une élection partielle pour pourvoir un poste vacant parmi les pairs héréditaires.